# ريكاردو سانشيز (لاعب كرة الماء)
ريكاردو سانشيز (بالإسبانية: Ricardo Sánchez Alarcón)‏ هو لاعب كرة الماء إسباني، ولد في 24 فبراير 1971 في مدريد في إسبانيا.

## وصلات خارجية
- ريكاردو سانشيز على موقع اللجنة الأولمبية الدولية (الإنجليزية)
- ريكاردو سانشيز على موقع أوليمبيديا (الإنجليزية)